# Curtiss SC Seahawk
Curtiss SC Seahawk („rybołów”) – amerykański zwiadowczy wodnosamolot pływakowy używany w końcowym okresie II wojny światowej przez lotnictwo US Navy jako następca Vought OS2U Kingfisher i nieudanego Curtiss SO3C Seamew.
Prace konstrukcyjne nad nowym samolotem rozpoczęły się w 1942, a pierwszy prototyp dostarczono Marynarce Wojennej 1 sierpnia 1942 roku, kontrakt na dwa dalsze prototypy i pięć samolotów produkcyjnych podpisano 25 sierpnia.
Samolot był jednomiejscowy, załogę stanowił tylko pilot, ale w kadłubie za jego kabiną znajdowało się łóżko, które mogło być używane np. w czasie misji ratunkowych czy do transferu personelu wojskowego. Uzbrojenie stanowiły dwa karabiny maszynowe M2 w skrzydłach, mógł także zostać uzbrojony w dwie bomby 250-funtowe (113 kg) lub wyposażony w radar podwieszany pod prawe skrzydło. Początkowo w głównym pływaku samolotu znajdowała się dodatkowa komora bombowa, ale powodowało to znaczne problemy ze szczelnością pływaka i ostatecznie umieszczono tam dodatkowy zbiornik z paliwem.
Pierwszym okrętem, który wyposażono w Seahawki, był krążownik USS „Guam” (CB-2). Pierwszy samolot tego typu oficjalnie wszedł do służby 22 października 1944 roku. Łącznie dostarczono 577 samolotów tego typu – wszystkie z nich zostały zbudowane i dostarczone z normalnym podwoziem kołowym, które zamieniono na pływaki dopiero w bazach marynarki wojennej.
Seahawk był najlepszym amerykańskim wodnosamolotem zwiadowczym z okresu II wojny światowej, ale wszedł do służby zbyt późno, aby odegrać znaczącą rolę. Po raz pierwszy został użyty bojowo dopiero w czerwcu 1945 roku, w czasie inwazji na Borneo. Po zakończeniu wojny Seahawki wycofano ze służby i zastąpiono śmigłowcami.

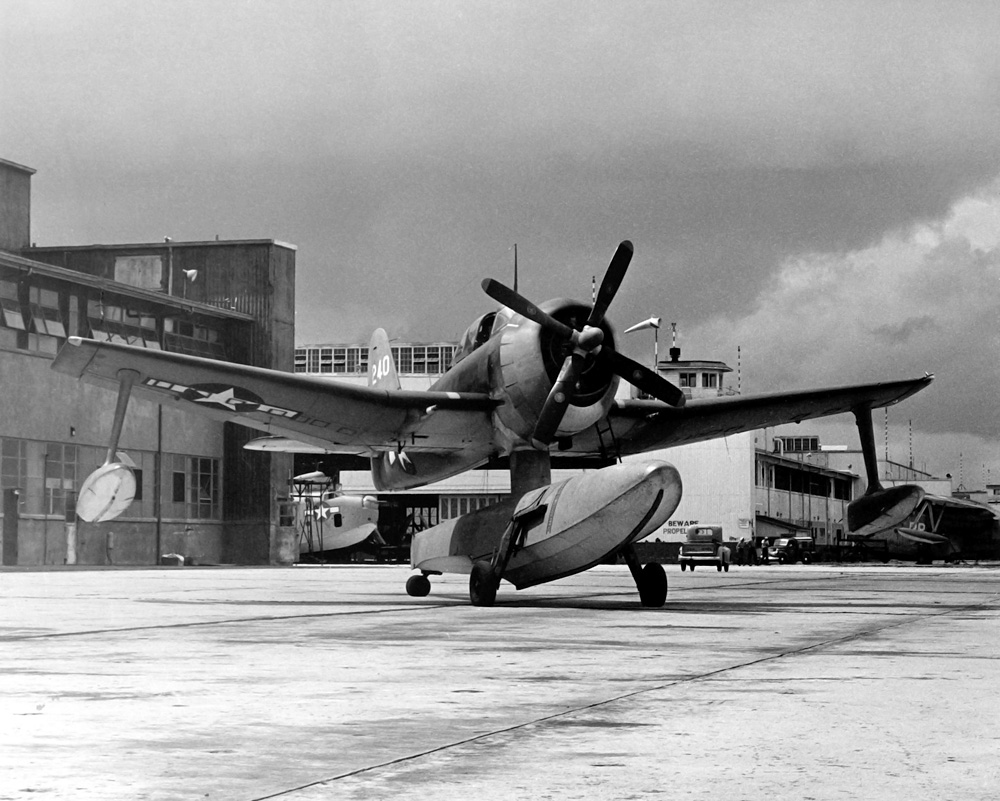
Curtiss SC-1 Seahawk w Naval Air Station Jacksonville na Florydzie w 1946
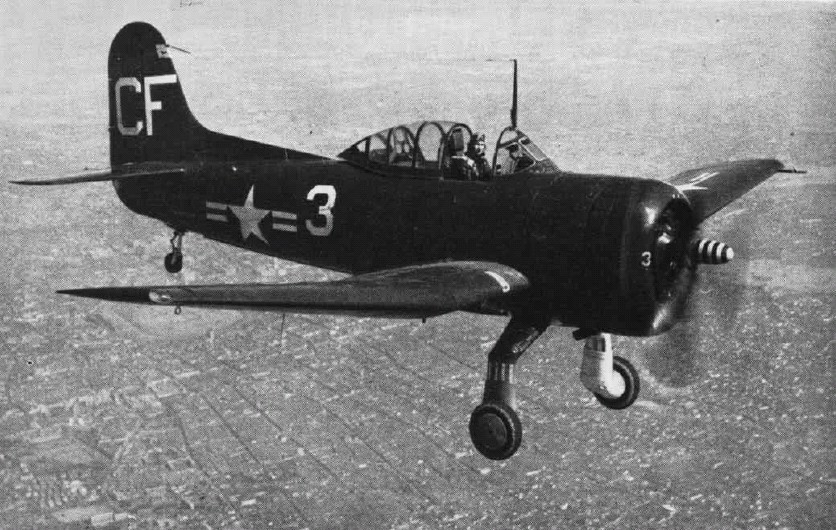
Curtiss SC-1 Seahawk należący do lekkiego krążownika USS „Duluth” podczas lotu nad Szanghajem w 1948. Widoczny na zdjęciu Seahawk zamiast stałych pływaków posiada stałe podwozie
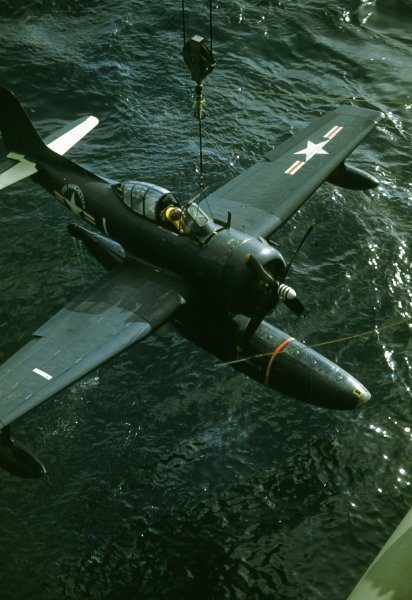
Curtiss SC-1 Seahawk podczas podnoszenia przed dźwig na pokład lekkiego krążownika USS „Manchester”. Zdjęcie wykonano na Morzu Śródziemnym w 1947-1948 r.